# Judith et Holopherne (Le Guerchin)
Pour les articles homonymes, voir Judith et Holopherne.
Judith et Holopherne – ou Judith tenant la tête d'Holopherne – est un tableau réalisé par le peintre italien Le Guerchin en 1651. De format horizontal, cette huile sur toile est une peinture religieuse qui illustre un épisode du Livre de Judith, dans l'Ancien Testament. Elle représente Judith à l'instant où elle place dans le sac de sa servante la tête d'Holopherne, qu'elle a décapité avec l'épée dans son autre main. L'œuvre est conservée au musée des Beaux-Arts de Brest, à Brest, dans le Finistère.
La peinture est commandée par Giacomo Zanoni.
Deux autres versions sont conservées à la Gemäldegalerie Alte Meister (Cassel)  et au John and Mable Ringling Museum of Art.